# Accordi di pace di Parigi (1991)
Gli accordi di pace di Parigi del 1991 (in khmer: សន្ធិសញ្ញាសន្តិភាពទីក្រុងប៉ារីស), il cui nome completo è Agreements on a Comprehensive Political Settlement of the Cambodia Conflict, furono firmati il 23 ottobre 1991, e segnarono la fine ufficiale della guerra cambogiano-vietnamita.

## Storia
L'accordo portò alla prima missione di pace dopo la Guerra fredda e la prima vera situazione in cui l'Organizzazione delle Nazioni Unite (ONU) si insediò come governo di uno stato (Autorità di Transizione delle Nazioni Unite in Cambogia). L'accordo fu firmato da 19 paesi.
In Cambogia il 23 ottobre è un giorno festivo di commemorazione dell'anniversario degli accordi di Parigi del 1991. La festività fu annunciata dal governo alla fine del 2012.